# The Fight Pest
The Fight Pest  est un film américain réalisé par Leo McCarey et Fred Guiol, sorti en 1928.

## Fiche technique
- Titre original : The Fight Pest
- Réalisation : Leo McCarey et Fred Guiol
- Scénario : Leo McCarey
- Montage : Richard C. Currier
- Producteur : Hal Roach
- Société de production : Hal Roach Studios
- Société de distribution : Metro-Goldwyn-Mayer (MGM)
- Pays d’origine :  États-Unis
- Langue : Anglais
- Format : Noir et blanc — 35 mm — 1.33:1 — Muet
- Genre : Comédie
- Durée : 20 minutes
- Date de sortie : 12 mai 1928

## Distribution
- Charley Chase : Charley
- Edna Marion
- Edgar Kennedy
- Frank Hagney
- Bull Montana